# Changhe Z-18
Der Z-18 (chinesisch 直-18, Pinyin Zhí-18, [Zhí-Yībā]) oder Z-8G  (直-8G, Zhí-8G, [Zhí-Bā G]) ist ein Transporthubschrauber der chinesischen Volksbefreiungsarmee. Er wurde von der Changhe Aircraft Industry Group (CAIG) entwickelt und ist eine stark modifizierte Variante des Harbin Z-8.

## Geschichte
Die Ausgangskonstruktion Harbin Z-8 ist ein lizenzierter chinesischer Nachbau des französischen Transporthubschraubers Aerospatiale SA 321Ja Super Frelon, der etwa 1996 von der chinesischen Marine in Dienst gestellt wurde.
Der Jungfernflug der Z-18 fand 2014 statt. Gegenüber der Z-8 besitzt der stark modifizierte Z-18 ein neu entwickeltes Cockpit sowie eine veränderte Form der Außenhülle. Er verfügt über eine Heckrampe, ein Bodenradar im Bug und eine SATCOM-Antenne hinter den Triebwerksauslässen. Nach Aussagen der CAIG sollen beim Bau Verbundwerkstoffe und Titanlegierungen ausgedehnte Verwendung gefunden haben. Er hat eine maximale Startmasse von 13,8 Tonnen und kann 30 Soldaten in voller Ausrüstung oder fünf Tonnen Last befördern. Seine Reichweite beträgt etwa 1000 Kilometer. Angetrieben wird der Hubschrauber von drei chinesischen WZ-6C-Turboshaft-Triebwerken.
Der Hauptvorteil des Z-18 ist die Fähigkeit in sehr großer Höhe, wie den tibetischen Bergregionen im Westen Chinas, eingesetzt werden kann. Der Hubschrauber erreicht eine Einsatzhöhe von 9000 Meter und kann im Falle von Naturkatastrophen und humanitären Notlagen Transport- und Rettungseinsätze in Hochlandregionen ausführen.
Die maritime Variante Z-18F soll über Sonar verfügen und zur U-Bootbekämpfung eingesetzt werden. Zu diesem Zweck trägt diese Variante bis zu 32 Sonobojen und 4 leichte Torpedos wie den Yu-7.
Es gilt als wahrscheinlich, dass der Hubschrauber mit dem Ka-28-Radar der chinesischen Marine verknüpft ist, was eine Integration in der Zielerfassung von maritimen Langstreckenwaffen ermöglicht. Als Emblem trägt der Seehelikopter einen herabstürzenden Adler.

## Fußnote
1. ↑  
Die People’s Liberation Army Naval Air Force (PLANAF) sind die Luftstreitkräfte der chinesischen Marine (chinesisch 中国人民解放军海军航空兵, Pinyin Zhōngguó Rénmín Jiěfàngjūn Hǎijūn Hángkōngbīng, kurz 解放军海航).